# Gołogłów
Gołogłów (Pityriasis gymnocephala) – gatunek średniej wielkości ptaka, jedynego przedstawiciela monotypowej rodziny gołogłowów (Pityriasidae), enigmatyczny i rzadki mieszkaniec lasów deszczowych Borneo.

## Taksonomia
Pokrewieństwo tego gatunku przez długi czas było dyskusyjne. Umieszczano go między innymi w rodzinach: Prionopidae (czołoczuby), Cracticidae (srokacze), Artamidae (ostroloty), Corvidae (krukowate). Według najnowszych badań najbliżej spokrewniony jest z paskownikami (Aegithinidae), z którymi tworzy takson siostrzany w stosunku do dzierzbików (Malaconotidae). Nie wyróżnia się podgatunków.

## Morfologia
Gołogłów osiąga długość ciała 22–26 cm, oraz masę ciała 115–150 g. Jest czarnym lub ciemnoszarym ptakiem, z czerwonymi udami i czerwoną głową, gardłem i szyją z szarymi pokrywami usznymi i pozbawionym piór, żółtym czubem. Na skrzydle występuje biała plama widoczna w locie, a samice mają także czerwone plamki po bokach ciała. Mają masywny, czarny, hakowato zakończony dziób i krótki ogon, nadający im krępy wygląd. Czub głowy pokrywają krótkie (3–4 mm) żółte lub koloru słomkowego wybrzuszenia skórne, wyglądające jak szczecina. Osobniki młodociane mają czarne uda, czerwone pokrywy uszne i obrączki oczne, kilka czerwonych piór na głowie i nierozwiniętą „szczecinę”.

## Ekologia
Gołogłów jest hałaśliwym ptakiem, wydającym różnorodne odgłosy, wliczając w to przeraźliwe nosowe wycie, występujące na przemian z odgłosami szorstkimi, ćwierkaniem, gwizdaniem, chichotaniem.
Gołogłów żywi się głównie dużymi bezkręgowcami, szczególnie prostoskrzydłymi, straszykami, chrząszczami, motylami, cykadami, karaczanami, termitami, pająkami, na które poluje na drzewach. Żywi się także małymi kręgowcami i owocami.

## Status
Międzynarodowa Unia Ochrony Przyrody (IUCN) uznaje gołogłowa za gatunek narażony na wyginięcie (VU – vulnerable) od 2022 roku; wcześniej, od 1988 był uznawany za gatunek bliski zagrożenia (NT – near threatened). Liczebność populacji nie została oszacowana, ale opisywany jest jako ptak rzadki. Trend liczebności populacji uznaje się za spadkowy ze względu na postępujące niszczenie lasów w obrębie zasięgu występowania.